# Chariaspilates autumnalis
Chariaspilates autumnalis är en fjärilsart som beskrevs av Pfau. Chariaspilates autumnalis ingår i släktet Chariaspilates och familjen mätare. Inga underarter finns listade i Catalogue of Life.